# Corps des capitaineries de port - Garde côtière
Le Corps des capitaineries de port - Garde côtière (Corpo delle capitanerie di porto - Guardia Costiera en italien) est la Garde côtière Italienne. C'est un organisme à qui est dévolue l'action de l’État en mer (application de la loi en mer et des règlements maritimes, police de la navigation et des pêches, lutte contre les trafics illicites, protection de l'environnement maritime, sauvetage et assistance en mer...).

## Organisation actuelle
- 1 MARICOGECAP - Comando generale, con funzioni di centro nazionale di soccorso in mare (IMRCC)
- 15 DIREZIOMARE - direzioni marittime, cui fanno capo altrettanti sotto-centri di soccorso (MRSC)
- 55 COMPAMARE - compartimenti marittimi-capitanerie di porto
- 51 CIRCOMARE - Uffici circondariali marittimi
- 126 LOCAMARE - Uffici locali marittimi
- 61 DELEMARE - Delegazioni di spiaggia

### Fonctions

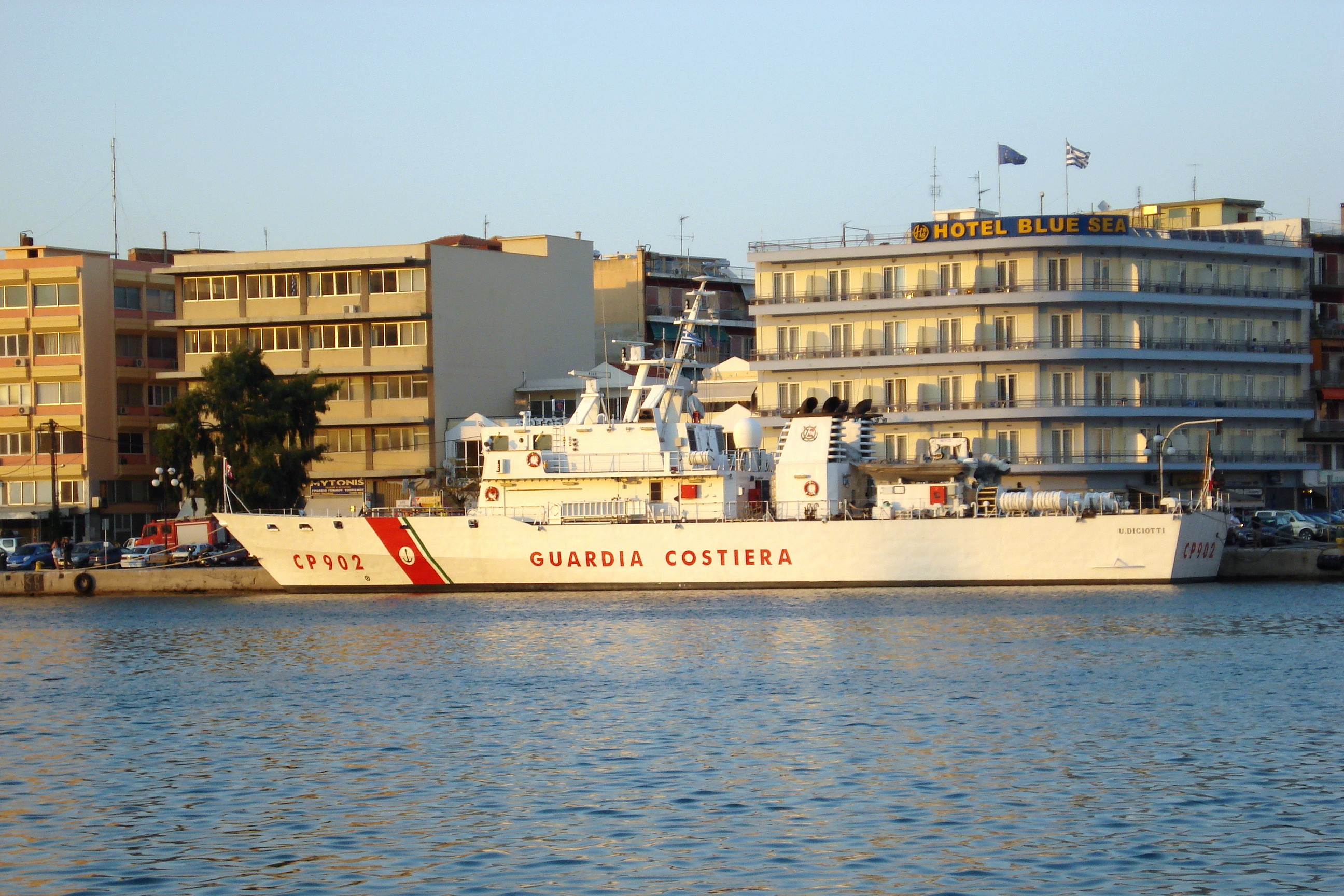
Navire U. Diciotti de la Garde côtière italienne à Mitilini, Grèce août 2008

Le Corps des capitaineries de port - Garde côtière, est un corps de la Marine italienne qui a des tâches et des fonctions liées surtout à l'usage de la mer pour des buts civils et qui dépend pour ses fonctions de plusieurs Ministères qui se servent de son travail : le premier, entre autres, le ministère des Transports lequel a hérité en 1994, du ministère de la Marine marchande, la plupart des fonctions liées à l'usage de la mer pour des activités en connexion avec la navigation commerciale et de plaisance; sur son budget vont peser les frais de fonctionnement.
Les lignes principales des activités du Corps sont :
- Recherche et secours en mer (SAR) avec toute l'organisation de coordination, contrôle, découverte et communication active tout au long des 24 heures qu'une telle activité prévoit ;
- Sécurité de la navigation, avec des contrôles systématiques sur toute la flotte marchande, de pêche et de plaisance et, par l'activité de Port State Control, même sur la flotte marchande étrangère qui fait escale dans les ports nationaux.
- Protection de l'environnement marin, en rapport de dépendance fonctionnelle du Ministère de l'environnement et de la sauvegarde du territoire, en utilisant en synergie, à cette fin, même les ressources - (centrales opérationnelles, moyens aéronavals, systèmes de contrôle du trafic maritime) - déjà en cours pour des tâches de secours, de sécurité de la navigation et de police maritime.
- Contrôle de la pêche maritime, en rapport de dépendance fonctionnelle du Ministère pour les politiques agricoles et des forêts: à cette fin, le commandement général est l'autorité responsable du Centre national de contrôle sur la pêche avec les Capitaineries effectuent les contrôles prévus par les lois Nationales et communautaires sur la pêche tout entière.
- Administration périphérique des fonctions de l'État en matière de formation du personnel maritime, d'immatriculation de la flotte marchande et de pêche, de navigation de plaisance, de contentieux pour les délits maritimes dépénalisés.
- Police maritime (c'est-à-dire une police techno-administrative maritime) qui comprend la discipline de la navigation maritime et la règlementation d'évènements qui se passent dans les espaces maritimes soumis à la souveraineté nationale, le contrôle du trafic maritime, la manœuvre des navires et la sécurité dans les ports, les enquêtes sur les accidents en mer, le contrôle du Domaine maritime, les essais et les inspections périodiques des entrepôts côtiers et des autres installations dangereuses.

Des fonctions ultérieures sont assurées pour compte des Ministères de la défense (recrutement du personnel militaire), des biens culturels et de l'environnement (archéologie sous-marine), des Intérieurs (anti-immigration illégale), de Justice, du Département de la Protection civile et toutes enfin, ont comme dénominateur commun la mer et la navigation. L'étendue et la diversité des activités en place font des Capitaineries le point de repère des activités maritimes et en font aussi un véritable « guichet unique » quant aux rapports avec les usagers de la mer.
Le Corps se présente comme une structure hautement qualifiée, soit du point de vue administratif, soit du point de vue technique et opérationnel, dans le but de l'accomplissement des fonctions publiques de l'État qui se déroulent dans les espaces maritimes d'intérêt national. Ces espaces comprennent 155 000 km2 d'eaux maritimes, intérieures et territoriales, qui font partie à tous les effets du territoire de l'État et aussi 350 000 km2 d'eaux sur lesquelles l'Italie exerce des droits exclusifs (exploitation des ressources des fonds de la mer) ou bien des devoirs (secours en mer et protection de l'environnement marin) : un ensemble de zones maritimes dont l'extension est presque double vis-à-vis du territoire national tout entier qui compte, on le sait, 301 000 km2. Selon la tendance qui va s'affirmant en Europe, l'autorité maritime-garde-côte doit exercer un contrôle sur les mers pour la sauvegarde de la vie humaine, pour la sécurité de la navigation, pour le développement correct des activités économiques (pêche et exploitation de la plateforme continentale) et pour la sauvegarde de l'environnement marin.

## Distinctions

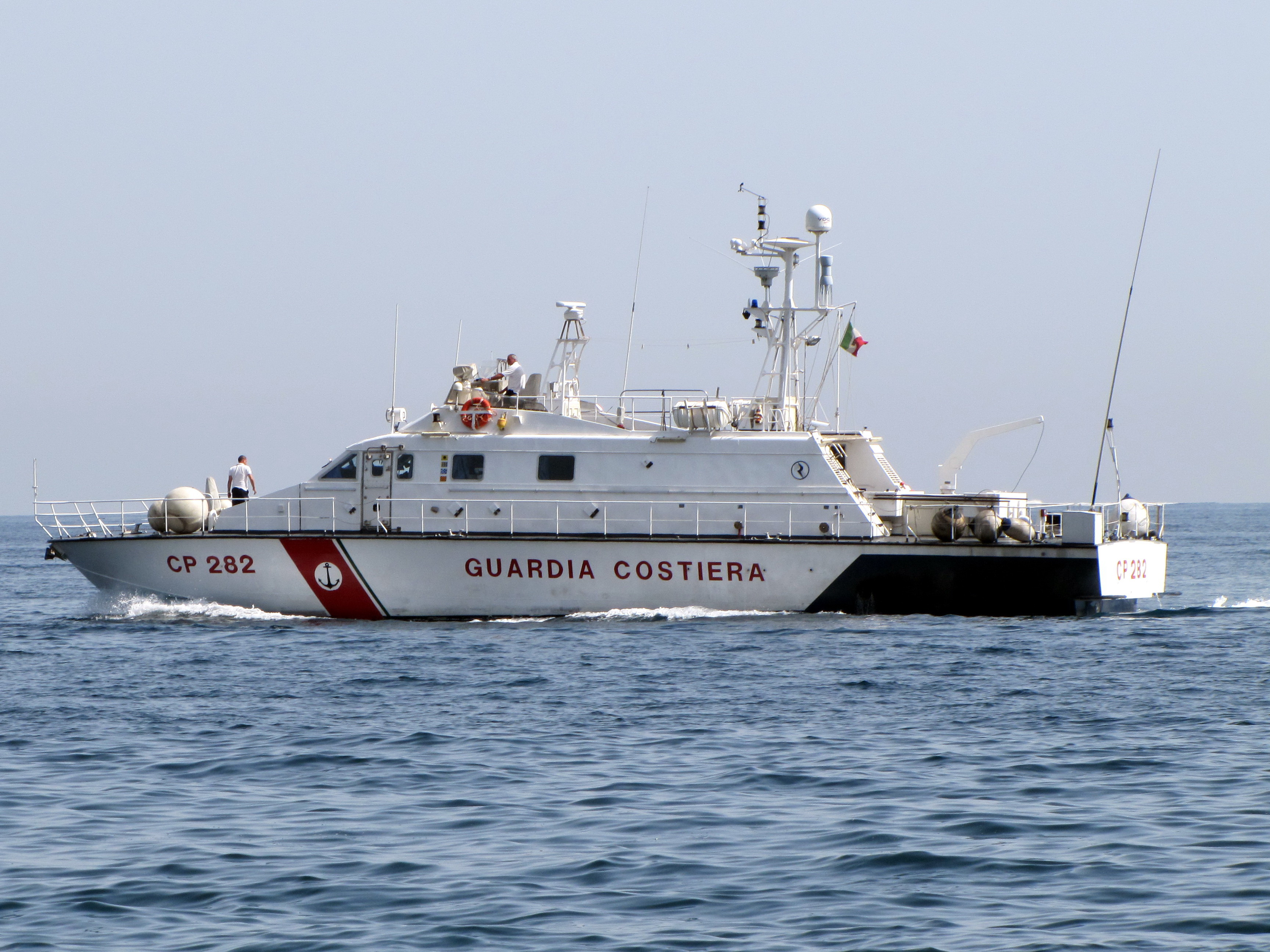
Le CP282 navire de la Garde côtière italienne en mer

À l’occasion du 144e anniversaire du Corps des capitaineries de Port - Garde côtière italienne, le grand chancelier de l’ordre souverain de Malte Jean-Pierre Mazery a conféré le 20 juillet 2009 au drapeau du Corps la médaille d’or avec épées de l’ordre pro Merito Melitensi.

## Services équivalent
- Garde côtière canadienne
- Garde côtière de Taïwan
- Gendarmerie maritime
- United States Coast Guard